# Павлищево (Московская область)
Павлищево — деревня в сельском поселении Клементьевское Можайского района Московской области. До реформы 2006 года относилась к Павлищевскому сельскому округу. В деревне имеются средняя школа, детский сад, ФАП.
Деревня расположена на северо-востоке района, примерно в 5 км к северу от Можайска, у истоков безымянного ручья — правого притока Москва-реки, высота над уровнем моря 197 м. Ближайшие населённые пункты — Вяземское на северо-западе, Гавшино и Неровново — на востоке. Через деревню проходит региональная автодорога 46К-1101 Можайск — Руза.

## Население
| 2002 | 2006 | 2010 |
| ---- | ---- | ---- |
| 813  | ↘807 | ↗877 |